# Walter Luetgebrune
Walter Luetgebrune (* 18. Februar 1879 in Ehrentrup, Fürstentum Lippe; † 21. August 1949 in Mittenwald) war ein deutscher Rechtsanwalt, Ministerialbeamter und SA-Führer.

## Leben
Luetgebrune wurde als Sohn eines Baumeisters und Gutsbesitzers geboren. Nach dem Schulbesuch studierte er von 1899 bis 1902 Rechtswissenschaften in Tübingen und Leipzig. 1902 kam er als Referendar ans Oberlandesgericht Celle. Das Referendarexamen legte er 1903 ab. Im selben Jahr wurde er in Freiburg zum Dr. iur. promoviert. Nachdem er 1909 das Assessorexamen bestanden hatte, ließ Luetgebrune sich als Rechtsanwalt in Göttingen nieder. Im selben Jahr heiratete er Agnes Marie („Milli“) Luise Emilie von Hinüber (* 26. August 1884 in Lüneburg; † 4. April 1958 in Göttingen). Aus der Ehe ging unter anderem der Sohn Götz Luetgebrune (* 1911) hervor. Nachdem die Ehe 1934 geschieden worden war, heiratete er noch im selben Jahr seine Sekretärin Edith Gehse. Luetgebrune wechselte 1930 nach Hannover und zog 1933 nach Berlin. Er war Alter Herr der Sängerschaft Zollern zu Tübingen.
Die Grundlagen für seine Anwaltskarriere erwarb sich Luetgebrune bei seinem damaligen Mentor, Max Alsberg, mit dem er auch befreundet war. Als sich Luetgebrune nach der Kriegsniederlage 1918 der antisemitischen politischen Rechten zuwandte, zerbrach das gute Verhältnis. In den 1920er Jahren wurde Luetgebrune als Verteidiger in zahlreichen Prozessen gegen Angeklagte der extremen politischen Rechten bekannt. So übernahm er die Verteidigung Erich Ludendorffs im sogenannten Hitler-Prozess vor dem Landgericht München im Jahr 1924 und die Verteidigung Hermann Ehrhardts nach dem Kapp-Putsch. Des Weiteren war er mit Willy Hahn und Alfons Sack Anwalt der Angeklagten Brüder Techow im Rathenau-Prozess und trat als Verteidiger im Holsteiner Bombenwerferprozess von 1930 auf. Bereits vorher war er anwaltlich und auch als politischer Berater für die Landvolkbewegung (Schleswig-Holstein) tätig geworden. Im Sommer 1931 wurde ihm aus der Bauernschaft vorgeworfen, ein Honorar von über 100.000 Reichsmark von den notleidenden Landwirten eingestrichen zu haben, was die Landvolkführer Wilhelm Hamkens und Claus Heim peinlich berührte.
Luetgebrune gehörte politisch zunächst der Deutschnationalen Volkspartei an. Nachdem er 1931 Rechtsberater der Sturmabteilung (SA) und der Schutzstaffel (SS) geworden war, trat er 1932 in die NSDAP ein (Mitgliedsnummer 1.344.602). 1932/1933 war er oberster Rechtsberater der SA und SS. Im August 1932 verteidigte er die angeklagten Täter im Mordfall von Potempa. Auch den Stabschef der SA, Ernst Röhm, verteidigte Luetgebrune in diversen Verfahren wegen Verstoßes gegen § 175 des Strafgesetzbuches (Homosexuellen-Paragraph) sowie im Zusammenhang mit den sogenannten Heimsoth-Briefen. 1933 wurde Luetgebrune Ministerialdirigent im Preußischen Innenministerium. Ferner war er Mitglied des Führerrates der nationalsozialistischen Akademie für Deutsches Recht Hans Franks sowie stellvertretender Vorsitzender des Ausschusses für Strafrecht der Akademie unter dem Vorsitz von Roland Freisler.
Nach 1933 war Lütgebrune bei dem Raub von Unternehmen aktiv, die Juden gehörten, der Arisierung. So wurde er im Frühsommer 1933 Aufsichtsratspräsident des großen Schuhhandelshauses Conrad Tack & Cie AG mit über 4000 Mitarbeitern und verdrängte den Besitzer Hermann Krojanker von diesem Posten. Die Aktienanteile gingen im Oktober in die Hände der Lederfabrik Richard Freudenberg in Weinheim über. Mit Hilfe der Einnahmen aus seinen anwaltlichen Verpflichtungen konnte sich Luetgebrune einen nagelneuen Sportwagen, ein 80-PS-Mercedes-Coupé kaufen.
Aufgrund seines steil ansteigenden Einkommens geriet Luetgebrune in den Fokus neidischer Parteigenossen. Obwohl er seine hauptberufliche Tätigkeit bei der SA bereits Ende 1933 aufgegeben hatte, wurde er im Zuge der Röhm-Affäre verhaftet und erst nach mehreren Monaten wieder freigelassen. Rudolf Heß sorgte dafür, dass er aus der NSDAP und dem Nationalsozialistischen Rechtswahrerbund (NSRB) ausgeschlossen wurde, was einem Berufsverbot gleichkam. Nach seiner Wiederaufnahme in den NSRB 1938 konnte Luetgebrune wieder als Rechtsberater für einige Unternehmen arbeiten. In der Nachkriegszeit in Deutschland war Luetgebrune als Rechtsanwalt beim Bayerischen Obersten Landesgericht tätig. 

## Überlieferung
Luetgebrunes Nachlass wird im Bundesarchiv in Koblenz verwahrt (N 1150). Das Archiv hat eine Anzahl der Akten seines Nachlasses digitalisiert. Diese Akten können durch die invenio-Datenbank von jedermann online durchgesehen und gelesen werden.

## Schriften
- Marburger Staatsprozess, s. a.
- Der Eberprozess, 1924.
- Wahrheit und Recht für Feme, Schwarze Reichswehr und Oberleutnant Schulz. J.F. Lehmanns, München 1928.
- Neu-Preußens Bauernkrieg. Entstehung und Kampf der Landvolkbewegung, Hamburg 1931.
- Ein Kampf um Röhm, 1933.
- Die Stellung des Rechtsanwalts im neuen Staat. Vortrag vor dem deutschen Juristentag in Leipzig am 1. Oktober 1933. Schweitzer Verlag, München 1933.
- Nulla poena sine lege, in: Roland Freisler [Hrsg.]: Denkschrift des Zentralausschusses der ADR über die Grundzüge eines allgemeinen deutschen Strafrechts, 1934, S. 42ff.